# (11978) Makotomasako
(11978) Makotomasako (1995 SS4) – planetoida z pasa głównego asteroid okrążająca Słońce w ciągu 4,25 lat w średniej odległości 2,62 j.a. Odkryta 20 września 1995 roku.